# 맥스카드
맥스카드(Maxx Card)는 (주)맥스카드시스템즈에서 운영하는 선불카드이다. 신한카드와 제휴하고 있으며, 카드 상품 또는 결제 스타일에 따라 건당 포인트가 적립되고 있다. 인터넷 결제(온라인 결제)와 소득공제 등 일반 체크카드에서 제공하는 기본적인 서비스를 모두 제공하고 있다.
개인카드뿐만 아니라 팬클럽카드(회원제카드), 기업(법인)선불카드도 있으며, 카드 발급은 만 14세 이상부터 가능하다. 연회비와 가입비가 평생 무료이며 사용하고자 하는 금액을 은행 계좌에 충전(입금)하여 전국 신용카드 가맹점에서 사용(결제)할 수 있다. 현재는맥스카드 홈페이지 보관됨 2014-10-15 - 웨이백 머신에서 신규가입 신청을 받지 않고 기존회원만 유지중이다.

## 같이 보기
- 비자카드
- 신한카드
- 선불카드
- 비자 벅스카드